# Sai Buri
Sai Buri (em tailandês: สายบุรี) é um distrito da província de Pattani, no sul da Tailândia. É um dos 12 distritos que compõem a província. Sua população, de acordo com dados de 2012, era de 66 548 habitantes, e sua área territorial é de 178,424 km².